# Juwan Morgan
Juwan Christopher Morgan (Waynesville, 17 aprile 1997) è un cestista statunitense.

## Statistiche

### College
| Anno      | Squadra          | PG  | PT | MP   | TC%  | 3P%  | TL%  | RP  | AP  | PRP | SP  | PP   |
| --------- | ---------------- | --- | -- | ---- | ---- | ---- | ---- | --- | --- | --- | --- | ---- |
| 2015-2016 | Indiana Hoosiers | 30  | 0  | 9,1  | 51,2 | 45,5 | 80,0 | 2,1 | 0,2 | 0,3 | 0,4 | 2,4  |
| 2016-2017 | Indiana Hoosiers | 32  | 20 | 22,6 | 54,8 | 25,0 | 73,9 | 5,6 | 1,1 | 0,6 | 0,9 | 7,7  |
| 2017-2018 | Indiana Hoosiers | 31  | 30 | 29,4 | 57,9 | 30,2 | 63,1 | 7,4 | 1,5 | 1,2 | 1,4 | 16,5 |
| 2018-2019 | Indiana Hoosiers | 35  | 35 | 29,9 | 55,8 | 29,5 | 64,7 | 8,2 | 1,9 | 1,2 | 1,5 | 15,5 |
| Carriera  | Carriera         | 128 | 85 | 23,1 | 56,2 | 29,7 | 67,1 | 5,9 | 1,2 | 0,8 | 1,1 | 10,7 |

### NBA

#### Regular season
| Anno      | Squadra         | PG | PT | MP   | TC%  | 3P%  | TL%  | RP  | AP  | PRP | SP  | PP  |
| --------- | --------------- | -- | -- | ---- | ---- | ---- | ---- | --- | --- | --- | --- | --- |
| 2019-2020 | Utah Jazz       | 21 | 0  | 6,4  | 57,7 | 37,5 | 75,0 | 1,4 | 0,3 | 0,0 | 0,1 | 1,7 |
| 2020-2021 | Utah Jazz       | 29 | 0  | 5,1  | 46,7 | 30,8 | 42,9 | 1,0 | 0,3 | 0,1 | 0,0 | 1,2 |
| 2021-2022 | Toronto Raptors | 1  | 0  | 27,0 | 66,7 | 50,0 | -    | 4,0 | 1,0 | 0,0 | 0,0 | 5,0 |
| 2021-2022 | Boston Celtics  | 1  | 0  | 4,0  | -    | -    | -    | 0,0 | 0,0 | 0,0 | 0,0 | 0,0 |
| Carriera  | Carriera        | 52 | 0  | 6,0  | 52,5 | 34,8 | 54,5 | 1,2 | 0,3 | 0,1 | 0,1 | 1,5 |

#### Play-off
| Anno     | Squadra        | PG | PT | MP   | TC%  | 3P%  | TL%  | RP  | AP  | PRP | SP  | PP  |
| -------- | -------------- | -- | -- | ---- | ---- | ---- | ---- | --- | --- | --- | --- | --- |
| 2020     | Utah Jazz      | 7  | 2  | 12,3 | 25,0 | 20,0 | 33,3 | 3,0 | 0,7 | 0,3 | 0,0 | 1,4 |
| 2021     | Utah Jazz      | 2  | 0  | 3,0  | -    | -    | -    | 1,0 | 0,5 | 0,0 | 0,0 | 0,0 |
| 2022     | Boston Celtics | 9  | 0  | 1,7  | 0,0  | 0,0  | 50,0 | 0,3 | 0,0 | 0,0 | 0,0 | 0,1 |
| Carriera | Carriera       | 18 | 2  | 5,9  | 23,1 | 18,2 | 37,5 | 1,4 | 0,3 | 0,1 | 0,0 | 0,6 |